# Big Gay Al's Big Gay Boat Ride
"Big Gay Al's Big Gay Boat Ride" er det fjerde afsnit af første sæson af den animerede tv-serie South Park. Det blev første gang vist den 3. september 1997. Afsnittet blev skrevet af seriens skabere Trey Parker og Matt Stone, og instrueret af Parker. I dette afsnit bliver Stan's hund, Sparky, antaget for at være homoseksuel efter at have korpuleret en rivaliserende hanhund. Stan bukker under for det sociale pres om at gøre Sparky mere maskulin og som et resultat heraf løber han hjemmefra og ender hos "Big Gay Als Big Gay Animal Sanctuary". Stan begynder at forstå homoseksualitet og prøver at få alle i South Park til at accepterer det.
"Big Gay Al's Big Gay Boat Ride" tog fat på åbenheden omkring homoseksualitet, på en måde der normalt ikke blev brugt på tv på den tid, hvilket skabte noget nervøsitet blandt Comedy Centrals chefer. Kanalen ville oprindeligt ikke have provokerende kommentarer fra sportskommentatorer i afsnittet med, men de forblev efter at Parker og Stone insisterede. George Clooney havde en gæsteoptræden i afsnittet som Sparky, en dårlig rolle uden nogen dialog, udover hunde-gøen.
Afsnittet markerer første gang Big Gay Al er med i serien og fik generelt positive anmeldelser for dets portrættering af homoseksualitet. Skaberne Stone og Parker siger at det er deres yndlingsafsnit i første sæson, og de mener at det hjalp på seriens troværdighed og relevans i South Parks tidlige dage. Afsnittet blev nomineret til en Emmy Award for Outstanding Animated Program og en GLAAD Award, og var afsnittet der blev indsendt da South Park vandt en CableACE Award for uovertruffen animeret serie.

## Plot
Stans nye hund Sparky følger efter drengene til busstoppet en morgen. For at fastslå om Sylvester, en lokal gadehund, eller Sparky er den sejeste hund i South Park, opfordrer Stan og Cartmannhunden til at kæmpe, da Sparky pludselig hopper overpå Sylvester og begynder at have sex med ham, meget energisk. Sylvester løber væk mens han piver og Cartman erklærer at Sparky øjensynligt er en gay homosexual.
Til football-træning for South Park Cows holdet, møder Stans onkel Jimbo og hans ven Ned op og spørger træneren Chef om drengene kan slå betting spreadet på 70 points. Efter at være blevet imponeret af et spil fra Stan, quarterbacken og stjernen, løber Jimbo og Ned ned til deres bookmaker, hvor Jimbo smider $500 på holdet. Som resultat heraf, satser alle andre også deres penge på holdet og de truer Jimbo hvis Cows taber. Det gør dem bange og derfor forsøger Jimbo og Ned at stable en back-up-plan på benene. De finder ud af at John Stamos's broder Richard vil synge "Lovin' You" i halvlegen. Derfor er deres plan at sprænge modstanderen, Middle Parks, maskot i luften. De placere en bombe i hestemaskotten, og sætter den til at detonere ved hjælp af et sonisk trigger-aggregat, når Richard Stamos synger den høje F-node i sangen.
Efter træningen kommer Sparky og han hopper op på en anden hund, Rex, der også løber pivende væk, med halene mellem benene. Dagen efter, efter skole, spørger Stan Mr. Garrison hvad en homoseksuel er, hvilket får Mr. Garrison til at udråbe at "Bøsser er onde." Som resultat heraf, prøver Stan at gøre sin hund mere maskulin. Først præsenterer han Sparky for Fifi, en hun-puddel, en plan der fejler groft, da Sparky stjæler Fifis perler, i stedet for at have sex med hende. Da han tænker at homoseksualitet måske ikke er dårligt, ringer Stan til Jesus på hans show Jesus and Pals for at spørge ham om hvad han synes om homoseksualitet. Men før han kan svarer bliver showet afbrudt, i tide til Cartmans yndlingsserie "Marty's Movie Reviews". En frustreret Stan ævler om at han vil en en stærk hund, en Rin Tin Tin. Sparky hører dette og løber op i bjergene, hvor han ender hos "Big Gay Als Big Gay Animal Sanctuary.
Da han er bekymret for sin hund, leder Stan efter ham og misser dermed starten af football-kampen. Han finder Big Gay Animal Sanctuary, hvor han lærer fra Big Gay Al, at homoseksualitet har været til i lang tid og Stan ender op med at accepterer sin hunds homoseksualitet. I mellemtiden lykkes det ikke Richard Stamos at ramme den høje tone i halvlegen, hvilket får Mr. Garrison til at råbe "Det er tydeligt hvem der fik alt talentet i familien!" Da Stan vender tilbage til den sidste del af kampen, træder han ind som quarterback, og aflevere bolden til Kyle, der laver et touchdown, der klarer betting spreadet samtidig med at tiden løber ud. I hans tale efter kampen, fortæller Stan folkene fra South Park om Big Gay Animal Sanctuary og at det "er okay at være bøsse."
Han fører folkene til det stedet hvor det lå, men det er på mystisk vis forsvundet. Folks forsvundne kæledyr vender dog tilbage. Inden han forlader dem, takker Big Gay Al Stan for at have oplyst folk. Selvom Cows slog betting spreadet, møder Richard Stamos op for at bevise at han kan ramme den høje tone han ikke ramte tidligere, hvilket trigger bomben og herved dræber Cowboys maskot.